# レオニード・オシカ
レオニード・オシカ（ウクライナ語: Леонід Михайлович Осика、英語: Leonid Osyka、1940年3月8日 - 2001年9月16日）は、ウクライナの映画監督、脚本家。ウクライナ詩的映画の代表的監督の一人で、社会主義リアリズムに対抗し、視覚的表現力と民族誌的モチーフを重視した作品で知られる。代表作に『石の十字架』（1968年）、『ザハール・ベルクト』（1971年）など。タラス・シェウチェンコ国家賞（1997年）、ドヴジェンコ・ウクライナ国家賞（2001年）、ウクライナ人民芸術家（1998年）を受賞。

## 経歴

### 幼少期と教育
レオニード・オシカは1940年3月8日、ウクライナSSRのキエフで、塗装工の家庭に生まれた。独ソ戦勃発後、父は従軍し、母はオシカと兄弟を連れてファストフの親戚宅に疎開。ナチス占領下を生き延び、戦後キエフに帰還した。父は2度の脳震盪を負って復員。
幼少期から絵画とタラス・シェフチェンコの『コブザール』を愛好。8年生を修了後、15歳でオデッサの美術演劇学校に入学し、肖像画とメイクアップを学ぶ。この経験が後の監督としての視覚重視のスタイル（大写しの肖像プラン、映像と音の優先、対話の最小化）に影響を与えた。
美術学校卒業後、全ロシア映画大学（VGIK）を受験するが不合格。キエフに戻り、イヴァン・カルペンコ＝カリイ記念キエフ国立劇場映画テレビ大学でメイクアップ講師として働く。その後、VGIKのセルゲイ・ゲラシモフ監督から招待状を受け、短編「百皿のジャガイモ」が評価されて再受験。合格し、ゲラシモフのクラスで学び、イヴァン・ミコライチュク、ボリスラフ・ブロンンドゥコフ、レオニード・ビコフらと終生の友情を築いた。

### ソビエト時代
1964年、学生時代に初の短編『二人の若者』を監督。イヴァン・ミコライチュクとアントニナ・レフティが主演し、若者のすれ違いを描いた。1965年からドヴジェンコ映画スタジオで活動を開始。
1968年、ヴァシーリ・ステファニクの短編を基にした『石の十字架』を監督。イヴァン・ドラチュ（脚本）、ミコライチュク、ブロンンドゥコフ、レフティらが出演し、ウクライナ詩的映画の傑作とされる。第3回全ソビエト映画祭（レニングラード）で最優秀男優賞（ブロンンドゥコフ）と撮影賞（ヴァレリー・クヴァス）を受賞したが、ソビエト当局は「社会主義リアリズムからの逸脱」を理由に海外映画祭への出品を禁止。オシカ自身も「アルコール問題」を名目に海外渡航を制限された。
1971年、イヴァン・フランコの小説を基にした歴史劇『ザハール・ベルクト』を監督。ドミトロー・パヴリチコの脚本で、2000人以上のエキストラを動員した初のカラー・ワイドスクリーン作品。第5回全ソビエト映画祭（トビリシ）で「民衆の英雄的叙事詩の再現」賞を受賞。1973年の『左翼の老人』（原題：Дід лівого крайнього、初題「老巨匠の筆」）はミコーラ・ヤコヴチェンコ主演だったが、検閲により公開されず。
1982年、親友レオニード・ビコフの死を悼むドキュメンタリー『…皆に愛された人』を監督。1989年、セルゲイ・パラジャーノフと共同でミハイル・ヴルーベリの伝記映画『ヴルーベリについてのエチュード』を制作。

### 独立ウクライナ時代
1990年代、ウクライナ映画の資金難により制作が停滞。ミハイル・コチュビンスキーの『贈り物の誕生日』（1991年）と、ボフダン・レプキーの小説に基づく歴史劇『ヘトマンの宝』（1993年）を最後に監督。両作に2番目の妻スヴィトラナ・クニャゼヴァが出演。『オレクサ・ドヴブシュ』や『我を誘惑に導くな』などの企画は実現しなかった。
1994年5月13日、脊椎を骨折し、翌年に脳卒中を患う。以降、寝たきりとなるが、1997年にタラース・シェウチェンコ国家賞、2001年にドヴジェンコ・ウクライナ国家賞を受賞。2001年9月16日、キエフで61歳で死去。バイコヴェ墓地（49a区画）に埋葬された。

## 私生活
- 初婚：アントニナ・レフティ（女優、『二人の若者』などに出演）。16年間の結婚後離婚。レフティは1988年からオーストラリア在住。長男ドミトロー（劇場学校卒業、実業家）[2]。
- 再婚：スヴィトラナ・クニャゼヴァ（女優、21歳年下）。オシカのミューズとして『贈り物の誕生日』、『ヘトマンの宝』に出演。双子の息子ボフダンとオレクシイを儲ける[6]。

## 作品

### フィルモグラフィ
監督
- 1964年：『二人の若者』（短編、卒業制作）
- 1966年：『海に入る女』（卒業制作）
- 1967年：『帰還すれば愛し抜く』
- 1968年：『石の十字架』（第3回全ソビエト映画祭：男優賞、撮影賞）
- 1971年：『ザハール・ベルクト』（第5回全ソビエト映画祭：民衆叙事詩賞）
- 1974年：『左翼の老人』
- 1976年：『不安な9月』（全ソビエト映画祭：軍事愛国テーマ賞）
- 1978年：『海』
- 1981年：『…皆に愛された人』（ドキュメンタリー、レオニード・ビコフ追悼）
- 1985年：『地に額づけなさい』
- 1987年：『悩める者よ、入れ！』
- 1989年：『ヴルーベリについてのエチュード』（セルゲイ・パラジャーノフと共同）
- 1991年：『贈り物の誕生日』
- 1993年：『ヘトマンの宝』

脚本
- 1974年：『左翼の老人』
- 1978年：『海』
- 1989年：『ヴルーベリについてのエチュード』
- 1991年：『贈り物の誕生日』
- 1993年：『ヘトマンの宝』

### 芸術的特徴
オシカの作品は、ウクライナ詩的映画の特徴である視覚的表現力と象徴性を体現。対話を最小限に抑え、大写しの肖像プラン、音、色彩を重視し、ウクライナのフォークロアや歴史的テーマを描いた。『石の十字架』は農民の悲劇を神話的に表現し、『ザハール・ベルクト』は民衆の抵抗を壮大な叙事詩として再現した。

## 受賞
- タラース・シェフチェンコ国家賞（1997年、『石の十字架』、『ザハール・ベルクト』、『贈り物の誕生日』、『ヘトマンの宝』）
- オレクサンドル・ドヴジェンコ国家賞（2001年）
- ウクライナ人民芸術家（1998年）
- ウクライナSSR功労芸術家（1988年）

## 記念
- 2004年：テイムラズ・ゾロエフ監督のドキュメンタリー『我が友リョーニャ』（テレビシリーズ『時代に選ばれし者』）[2]。
- 2010年：妻スヴィトラナ・クニャゼヴァがオシカの70歳記念に日記集『こんな人生、こんな映画：1984-1994年』を出版[6]。